# موهلی
موهلی (به لاتین: Mohéli) یک جزیره خودمختار است که در اتحاد قمر واقع شده‌است. موهلی ۲۱۱ کیلومتر مربع مساحت و ۳۵٬۴۰۰ نفر جمعیت دارد و ۷۹۰ متر بالاتر از سطح دریا واقع شده‌است.